# Zenzenzense
Zenzenzense (前前前世, eng. etwa Past Past Past Life) ist ein Lied der japanischen Rockband Radwimps.

## Hintergrund
Zenzenzense ist eines von vier Hauptliedern, welcher im Animefilm Your Name. – Gestern, heute und für immer Verwendung findet und eines von insgesamt 26 Liedern, das die Radwimps für den offiziellen Soundtrack zum Film komponiert haben. Gemeinsam mit Sparkle wurde Zenzenzense auch auf dem neunten Album Human Bloom erneut veröffentlicht.

## Veröffentlichung
Zenzenzense wurde zunächst in diversen Filmvorschauen zu Your Name. veröffentlicht, die auf der Videoplattform YouTube veröffentlicht wurden. Das Lied selbst wurde offiziell am 25. Juli 2016 als offizielle Single für den gleichnamigen Animefilm veröffentlicht. Die Originalversion des Stückes weist leichte strukturelle Abweichungen auf und wurde auf dem neunten Album der Band, Human Bloom, ein weiteres Mal veröffentlicht.
Im Zuge der Kinopremiere von Your Name. im nordamerikanischen Raum im April 2017 wurden die vier Stücke Dream Lantern, Zenzenzense, Sparkle und Nandemonaiya in englischer Sprache neu veröffentlicht.

## Erfolg
Zenzenzense stieg auf Platz eins in den japanischen Singlecharts, die vom japanischen Ableger des US-amerikanischen Musikmagazins Billboard ermittelt wird, ein. In Südkorea landete das Lied auf Platz 94 der nationalen Singlecharts.
Zenzenzense wurde Ende 2016 in Japan für 750.000 verkaufte digitale Einheiten mit dem dreifachen Platinstatus bedacht. 2017 schaffte das Lied in Japan die 1-Million-Hürde. In Südkorea wurden knapp mehr als 200.000 Einheiten verkauft.
Laut dem japanischen Ableger des US-Musikmagazins Billboard landeten die Radwimps in der Jahresliste der Künstler mit den meistverkauften Liedern im Jahr 2016 auf dem zweiten Platz. Lediglich die Idol-Gruppe AKB48 verkaufte in dem Zeitraum eines Jahres mehr Lieder, wobei es laut dem Magazin sehr eng zuging. Diesen Erfolg sei unter anderem dem Stück Zenzenzense, welche nicht als physische Single veröffentlicht wurde, und die allgemeine Beteiligung am Soundtrack zum Anime Your Name. – Gestern, heute und für immer zu verdanken, welches der Band einen großen Anstieg an Popularität einbrachte, was sich auch auf die Verkaufszahlen des neunten Albums Human Bloom (Ningen Kaika) positiv auswirkte.
Zenzenzense gewann einen Newtype Anime Award in der Kategorie Bestes Filmlied sowie einen Japan Gold Disc Award.